# Tour de l'Horloge d'Auxerre
Pour les articles homonymes, voir Tour de l'Horloge.
La Tour de l'Horloge est une tour horloge du XVe siècle située au centre piétonnier du vieil Auxerre (département de l'Yonne, Bourgogne), en France.

## Description
L'horloge est placée au-dessus de l'ancienne porte de Paris, dans la rue qui joint la place de l'Hôtel de ville (côté nord-est) à la rue de la Draperie (côté sud-ouest). La tour est accolée au côté sud-est de la porte, légèrement décalée vers l'ouest.
Appuyée à la tour, une chambre contient le mécanisme de l'horloge. Le cadran se répète des deux côtés de la porte. Chaque cadran est divisé en deux fois 12 sections, avec les heures marquées en chiffres romains de I à XII et les demi-heures indiquées par des losanges.
Sous chaque cadran se trouve une inscription. Sur la face sud-ouest :

« ME PRIMVM MOTA COELVM LEA REGVLA COELVM EST 

SI TVA SIT COELVM REGVLA TVTVS ABIS » 

« [Avant tout le ciel me meut : le ciel est ma loi. 

Si le ciel est ta loi, tu t'en vas rassuré.] »

Mais ce distique est déjà presque effacé en 1841.

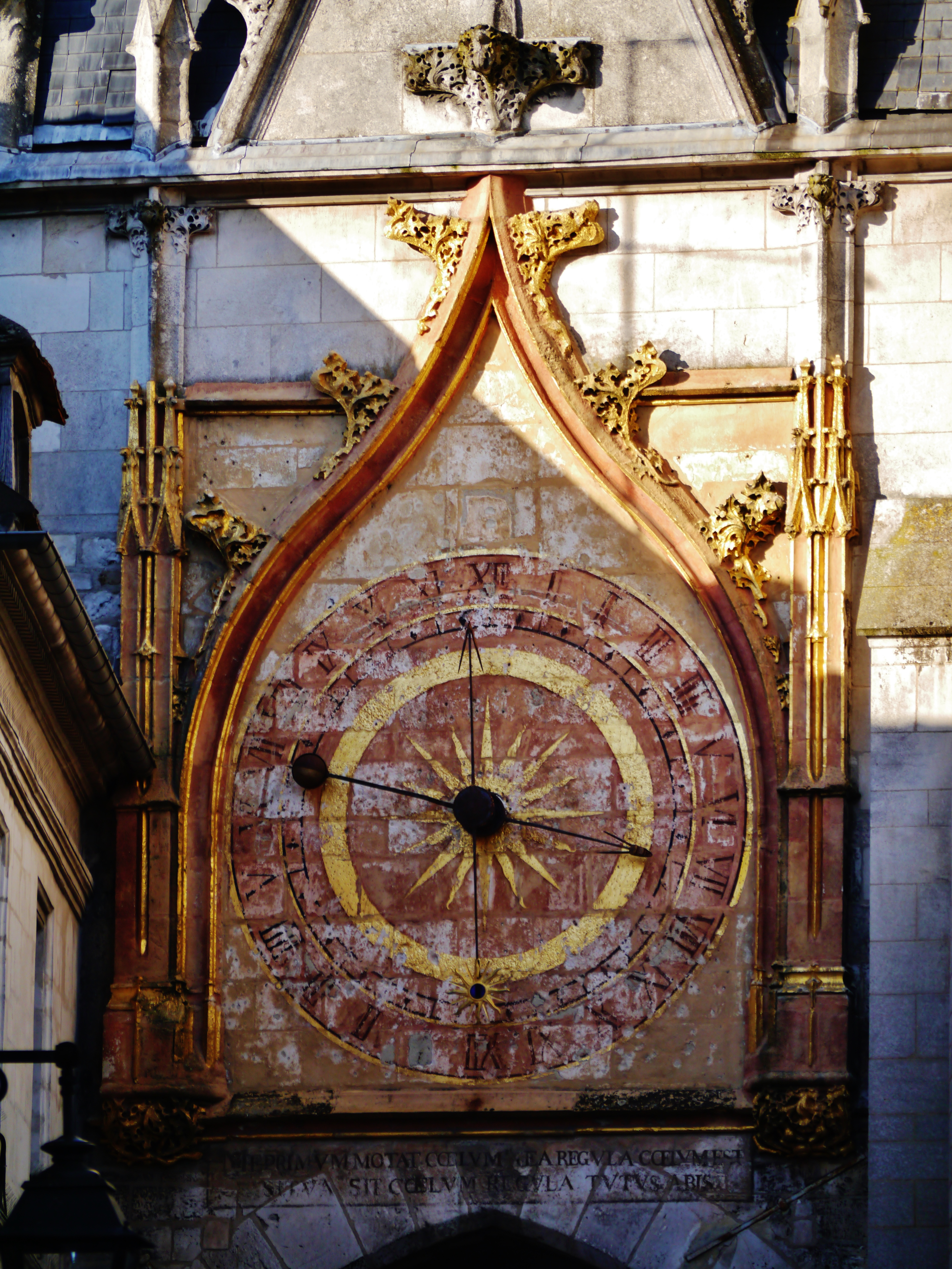
Détail du cadran, face sud-ouest
du côté de la rue de la Draperie

Sur la face nord-est, tournée vers l'Hôtel de Ville :

« DVM MORIOR MORERIS MORIENS TAMEN HORA RENASCOR 

NASCERE SIC COELO DVM MORIERE SOLO - 1672 » 

« [Tandis que je meurs tu meurs, cependant en mourant, heure, je renais. 

Tu naîtras ainsi pour le Ciel, tandis que tu mourras pour la Terre – 1672] »

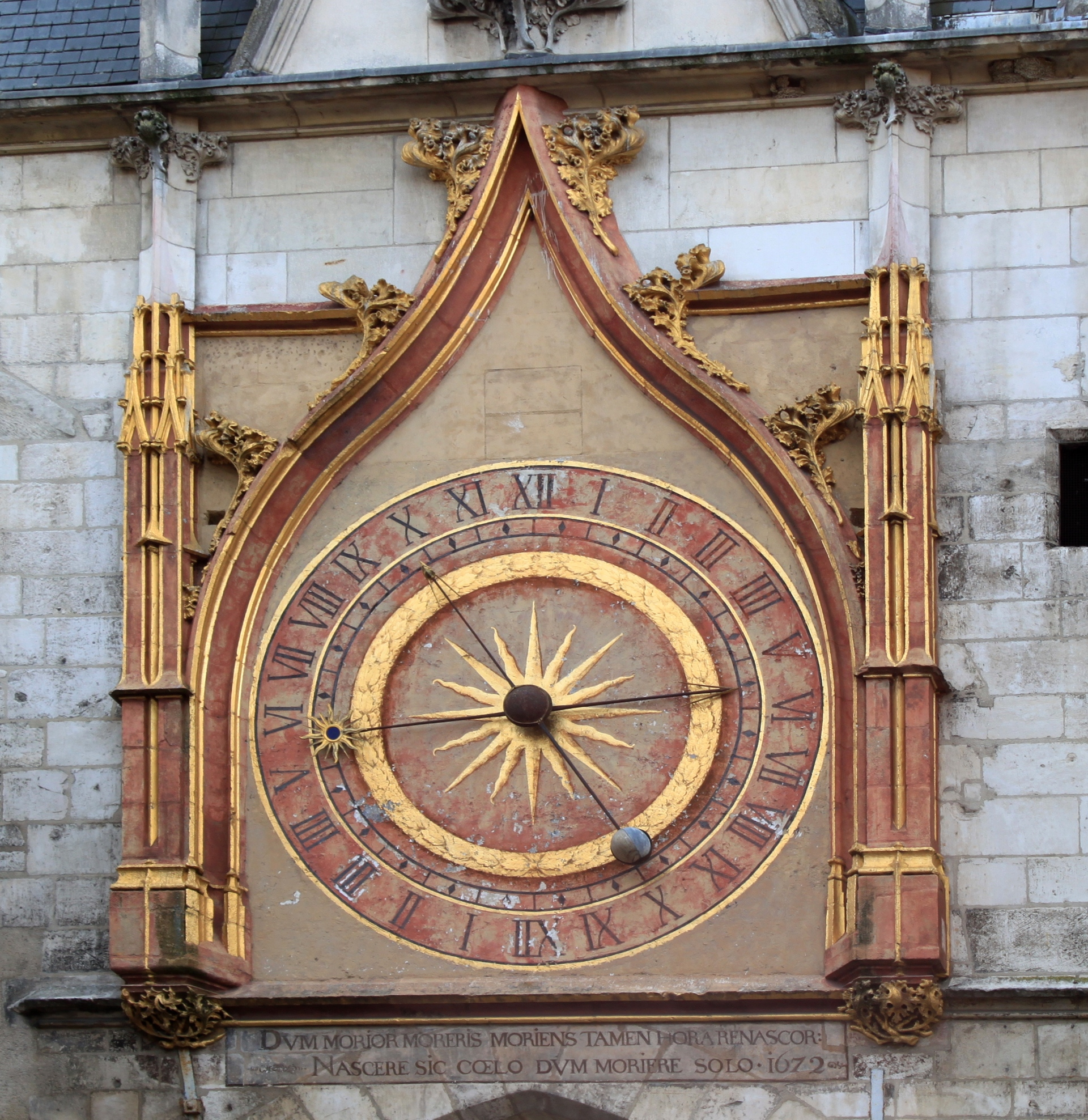
Détail du cadran, face nord-est
du côté de la rue de la Fécauderie

### Une horloge astronomique
Pour un article plus général, voir Horloge astronomique.
La particularité de l'horloge provient de ce qu'elle indique à la fois les heures du jour (heures solaires), les heures lunaires et les phases de la lune. Les cadrans portent chacun deux aiguilles qui font chaque jour un seul tour de cadran.
L'une des aiguilles porte un soleil à son extrémité, et donne les 24 heures du jour moyen solaire ; le cadran étant divisé en deux fois 12 sections, midi est en haut et minuit est en bas.
L'autre aiguille, celle de la lune, conjugue deux mouvements. L'aiguille elle-même fait le tour du cadran un peu plus lentement que ne le fait l'aiguille solaire, car le jour lunaire est plus long d'environ trois quarts d'heure que le jour solaire. 
De plus, elle porte à son extrémité une lune représentée par un globe moitié noir et moitié doré. Cette aiguille est creuse et renferme une tige en fer, au bout de laquelle est fixé le globe bicolore. Ce globe tourne sur lui-même pour indiquer les phases de la lune ; son mouvement est imprimé par l'aiguille solaire grâce à une roue fixée à l'extrémité de cette tige, près du centre du cadran. Le mois lunaire, ou révolution synodique de la lune, dure environ 29 jours ½ ; la durée de rotation du globe sur lui-même est alternativement de 29 et 30 jours, au cours desquels il présente toutes les phases de la lune.
Les deux aiguilles se rencontrent approximativement à midi (en haut du cadran) lors des nouvelles lunes et à minuit (en bas du cadran) lors des pleines lunes.

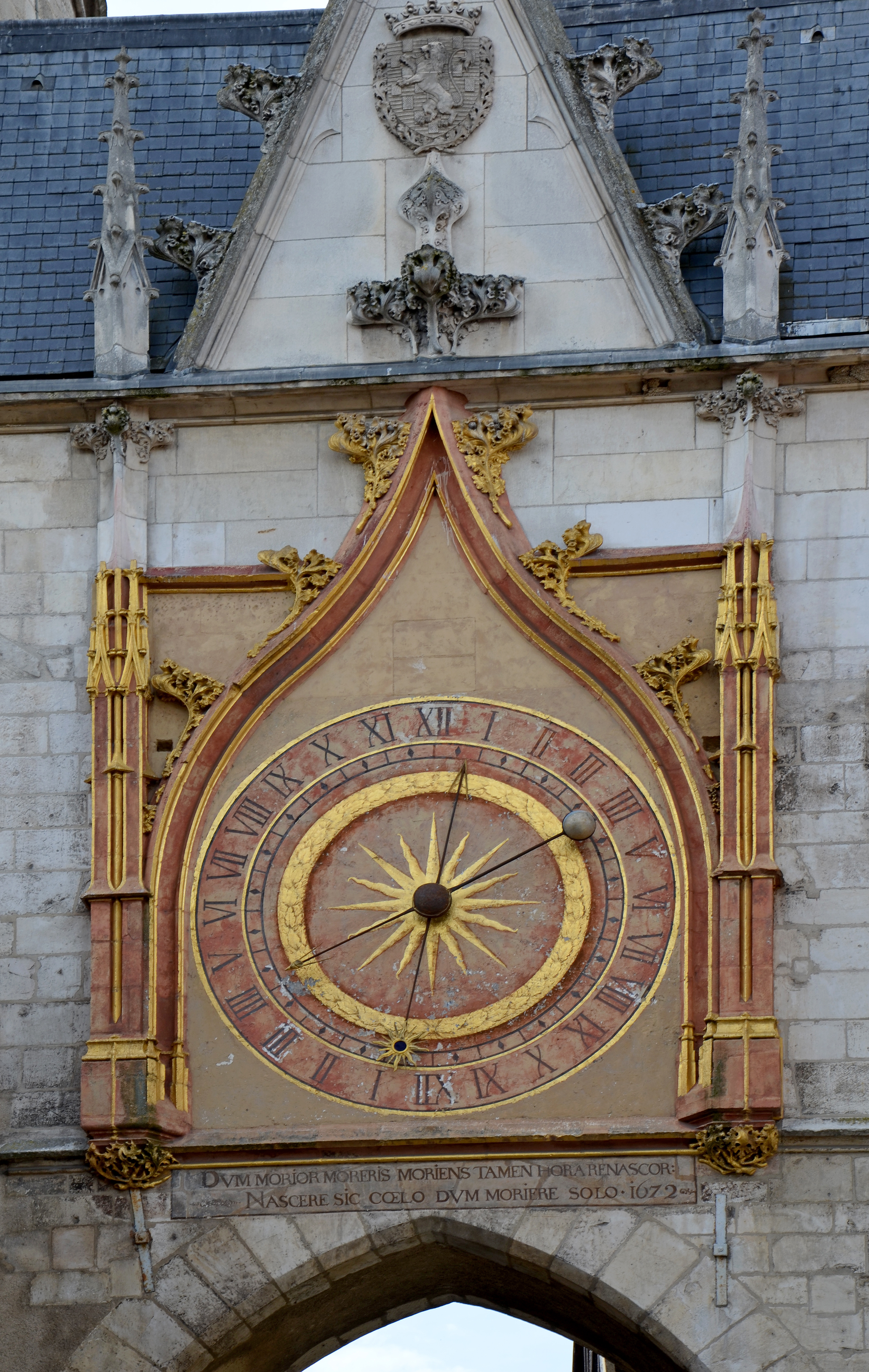
Détail du cadran, face nord-est
vu depuis la rue de la Fécauderie

## Historique

### IIIe–IVesiècles
À cet endroit existe originellement une tour dite « tour Gaillarde », ronde à l'extérieur et carrée de l'autre côté. Elle fait partie des premiers remparts de la ville (datant des IIIe – IVe siècle) et couvre la « porte des Comtes » ouvrant sur la route de Paris - d'où la porte est souvent appelée aussi « porte de Paris » ; cette route de Paris longe les remparts à l'ouest. La tour est au bout de la rue de la Lormerie, qui abrite les lormiers ou artisans du cuivre à harnachement, et qui mène à la maison du gouverneur et plus tard à la place de l'Hôtel de ville.

### Moyen-Âge
La tour Gaillarde sert de prison pendant un temps, jusqu'en 1602 où elle est déménagée au rez-de-chaussée de l'ancien château des comtes devenu palais de justice cette année-là.

### XVesiècle
La guerre de Cent Ans secoue toujours le pays. En 1411 les bourgeois font installer dans la tour de l'église Saint-Eusèbe une grosse horloge à ressorts et sonnerie, pour assurer une plus grande régularité dans le service de défense de la ville. C'est également là que se trouve la loge des guetteurs. Mais Saint-Eusèbe est excentrée et la cloche du guet est seulement entendue par une petite partie de la ville ; les habitants veulent installer leur système d'alerte en position plus centrale dans la ville. L'emplacement de la tour Gaillarde leur paraît approprié, et en 1425 la construction de la charpente commence dans le cloître de l'église des Cordeliers. Mais les copeaux prennent feu : dortoirs, réfectoire, bibliothèque et église avec ses ornements et ses orgues, sont détruits dans cet incendie.
En 1457, le comte Jean de Bourgogne autorise les habitants à installer un beffroi et une horloge sur la tour Gaillarde et sur la porte de ville attenante. Mais la guerre de Cent Ans se termine à peine, la guerre de Bourgogne survient peu après (1474 à 1477) ; entre 1466 et 1469 la peste, qui décime le royaume, tue environ 3 000 personnes à Auxerre. En octobre 1470 les troupes du roi détruisent les vignes et un blocus est ordonné sur Auxerre. Les terres ne sont pas cultivées, en 1471 les récoltes sont perdues, 1472 voit une disette générale,. Les finances sont maigres et le pays épuisé. Mais après leur capitulation, les Auxerrois obtiennent nombre privilèges du roi. Au cours des derniers mois du règne de Louis XI (mort le 30 août 1483), ils font fabriquer une grosse cloche avec deux appeaux par un fondeur de Paris. Mais les dépenses pour un nouveau beffroi et la grande flèche prévue ne peuvent être payées que sur les deniers communs, ce qui nécessite l'accord du roi leur seigneur direct. Charles VIII leur donne la permission demandée en janvier 1483. Les travaux ne commencent donc qu'après cette date.
La tour Gaillarde est élevée sur le même plan jusqu'au-dessus de la partie supérieure de la porte elle-même. Le côté carré est arrondi et sert de base à une flèche en charpente, au pied de laquelle sont installés les rouages de la sonnerie. Les pièces de bois qui supportent le beffroi sont enveloppées de feuilles de plomb. Un escalier en pierre permet d'accéder à la partie supérieure de la porte, et un autre escalier est construit en dehors sur la face droite de la tour pour accéder à la sonnerie.
Le beffroi est circulaire, mais le noyau de la tour romaine carrée existe toujours. La nouvelle tour est couronnée d'une balustrade ajourée, avec une seconde galerie en charpente auxquels sont reliés des clochetons. Le tout est surmonté par la lanterne du clocher à flèche octogonale, avec des pignons aigus. Le mécanisme de l'horloge prend place à côté de la tour, sur l'arcade de la porte qui est de style gothique flamboyant. Les cadrans originels sont décorés d'arabesques et leurs compartiments, séparés par des membrures en plomb doré, étaient ajourés et remplis de verre de couleur.
Certains murs porteraient des inscriptions en hébreu, témoignant de l'existence d'une communauté juive au Moyen Âge.

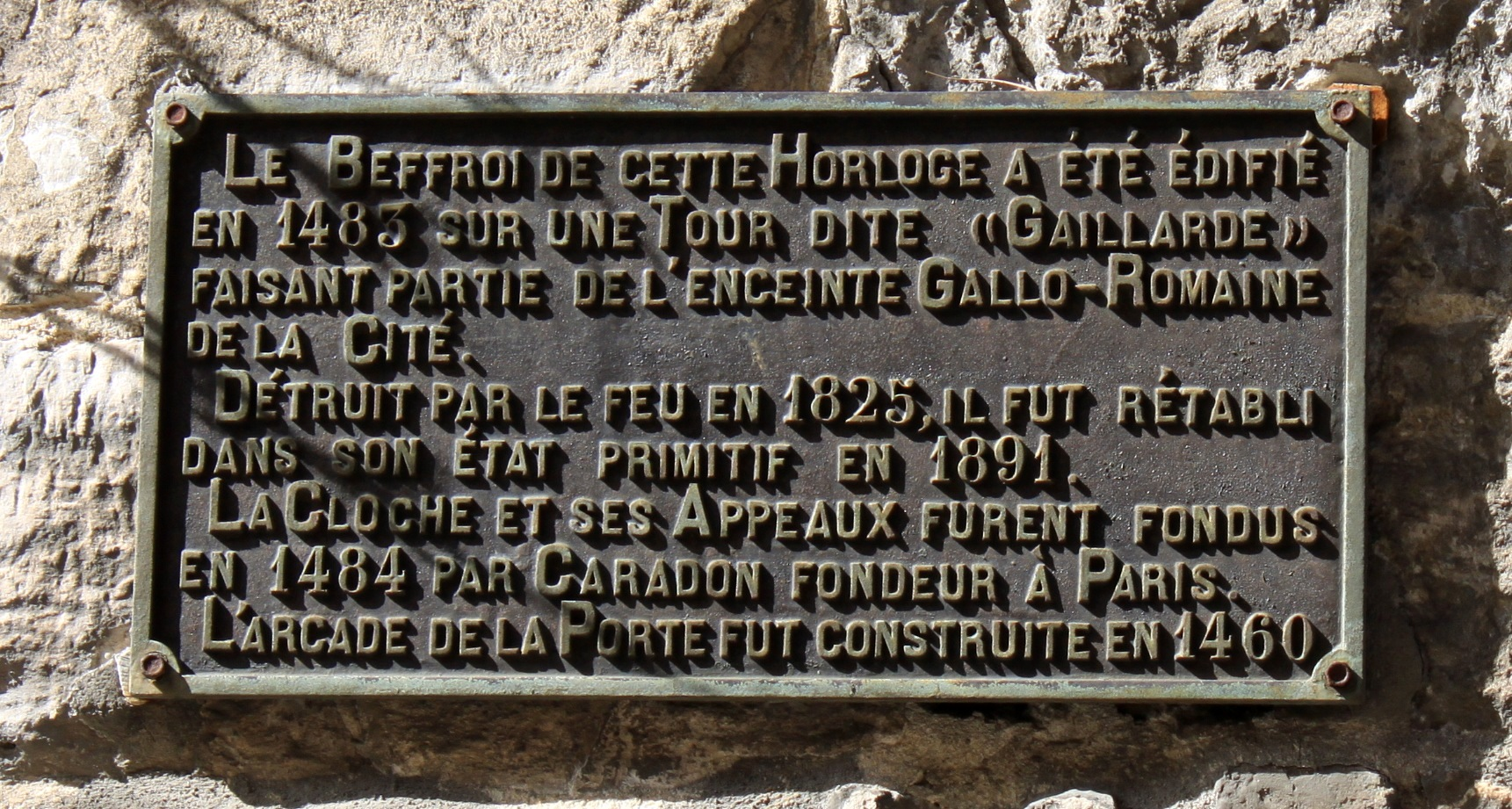
Quelques détails historiques.

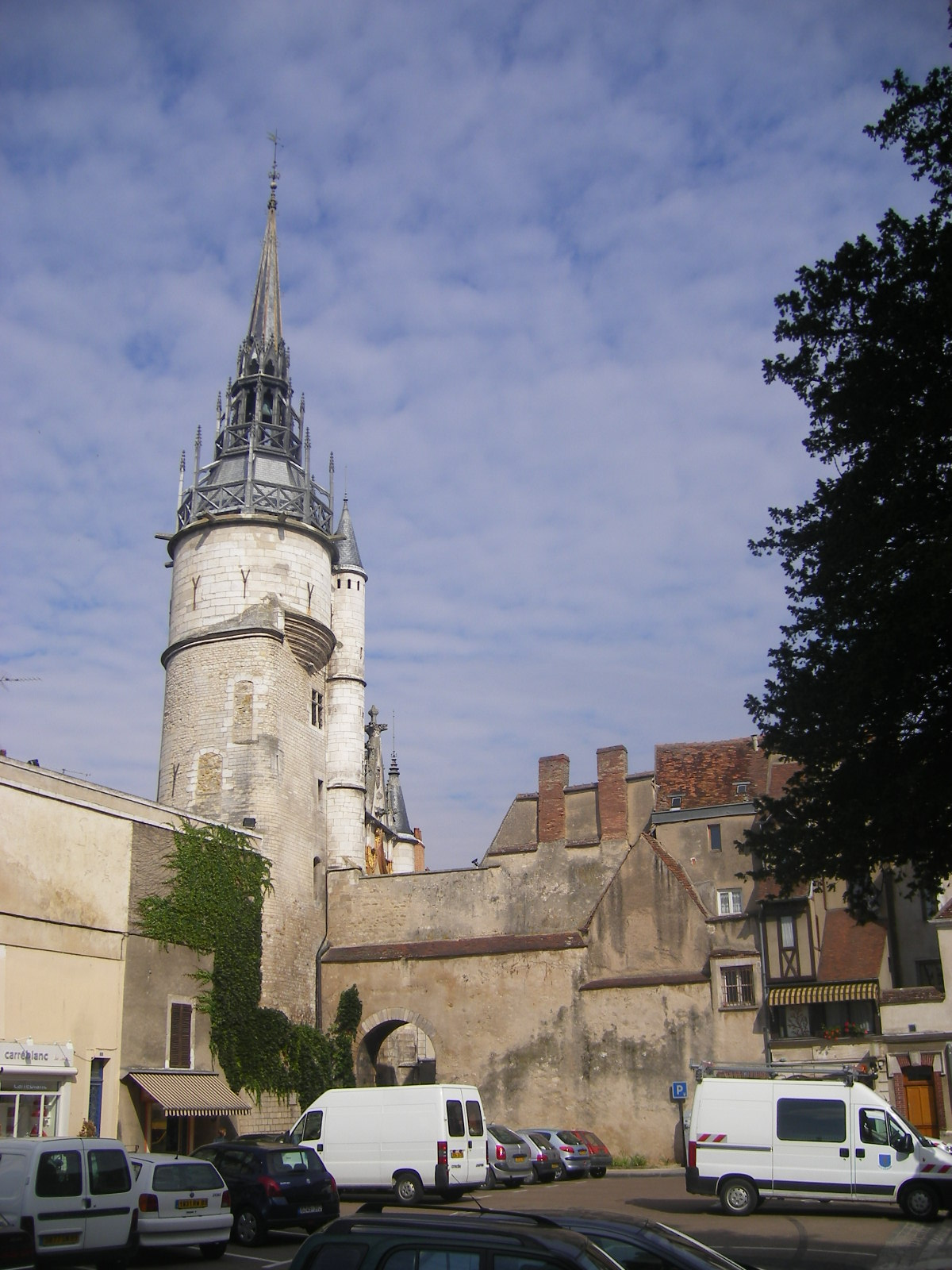
La tour vue du sud
depuis la place du maréchal Leclerc

### XVIesiècle
les huguenots prennent la ville en septembre 1567, les catholiques la reprennent en avril 1568. Les huguenots, qui avaient investi l'église des Cordeliers, sont relégués dans une maison du faubourg Saint-Amâtre. Là, ils rédigent leur profession de foi, l'enferment dans une boite en fer-blanc et, pour la transmettre à la postérité, gagnent à leur cause un ouvrier employé à la réparation de l'horloge qui dépose cette boite dans le globe au-dessous de la girouette de la tour. Cette boite est trouvée un siècle plus tard.

### XVIIesiècle
En 1602 110 écus sont consacrés à une réparation sur la tour et 506 écus pour l'entretien de la flèche. En 1612 l'horloge est réparée et 320 livres dépensées pour restaurer les dorures et peintures des feuillages, dauphins, salamandres et pieds-droits. En 1638 la flèche, qui menace de tomber, voit sa charpente renouvelée. D'autres réparations sont effectuées en 1641, 1654 et 1669 - pour cette année 1669 une partie du prix de la réparation est pris sur le montant normalement réservé aux canons dus au roi.
En 1670 le cadran du côté sud-ouest (côté de la rue de la Draperie), plus exposé aux pluies, est remplacé par un cadran peint sur une feuille de cuivre rouge.

### XVIIIesiècle
D'autres réparations sont effectuées en 1702 et 1707. En 1719 1 800 livres sont dépensées pour refaire à neuf toute la grande balustrade. En 1720 d'autres travaux importants sont réalisés pour un montant de 3 400 livres ; l'entrepreneur est payé en partie par l'octroi de 6 600 livres-poids de vieux plomb dont le prix s'élève à 1 782 livres-monnaie.

En décembre 1747, un cadran solaire est placé sur le côté sud de la tour pour pouvoir régler l'horloge. Plus tard, lors d'une restauration, y est rajoutée une inscription provenant de l'ancien cadran du jardin du prieuré Notre-dame-la-d'Hors : 

« Me lumen. Vos umbra. »
« [Je suis la lumière, vous êtes l'ombre] »

Dans la nuit du 27 au 28 juin 1772, un très gros orage détruit deux flèches en pierre qui couronnent la porte de ville où se trouvent les deux cadrans ; il emporte l'entablement de la porte de ville, le haut de sa façade en pierres de taille sur 4 pieds de haut et 20 pieds de longueur, et la tourelle de l'escalier sur une hauteur de 10 pieds et un périmètre de 9 pieds. La flèche de l'horloge perd 600 ardoises, la tige de la girouette est renversée. Tous les matériaux se brisent tellement dans leur chute qu'ils en sont inutilisables pour la restauration.

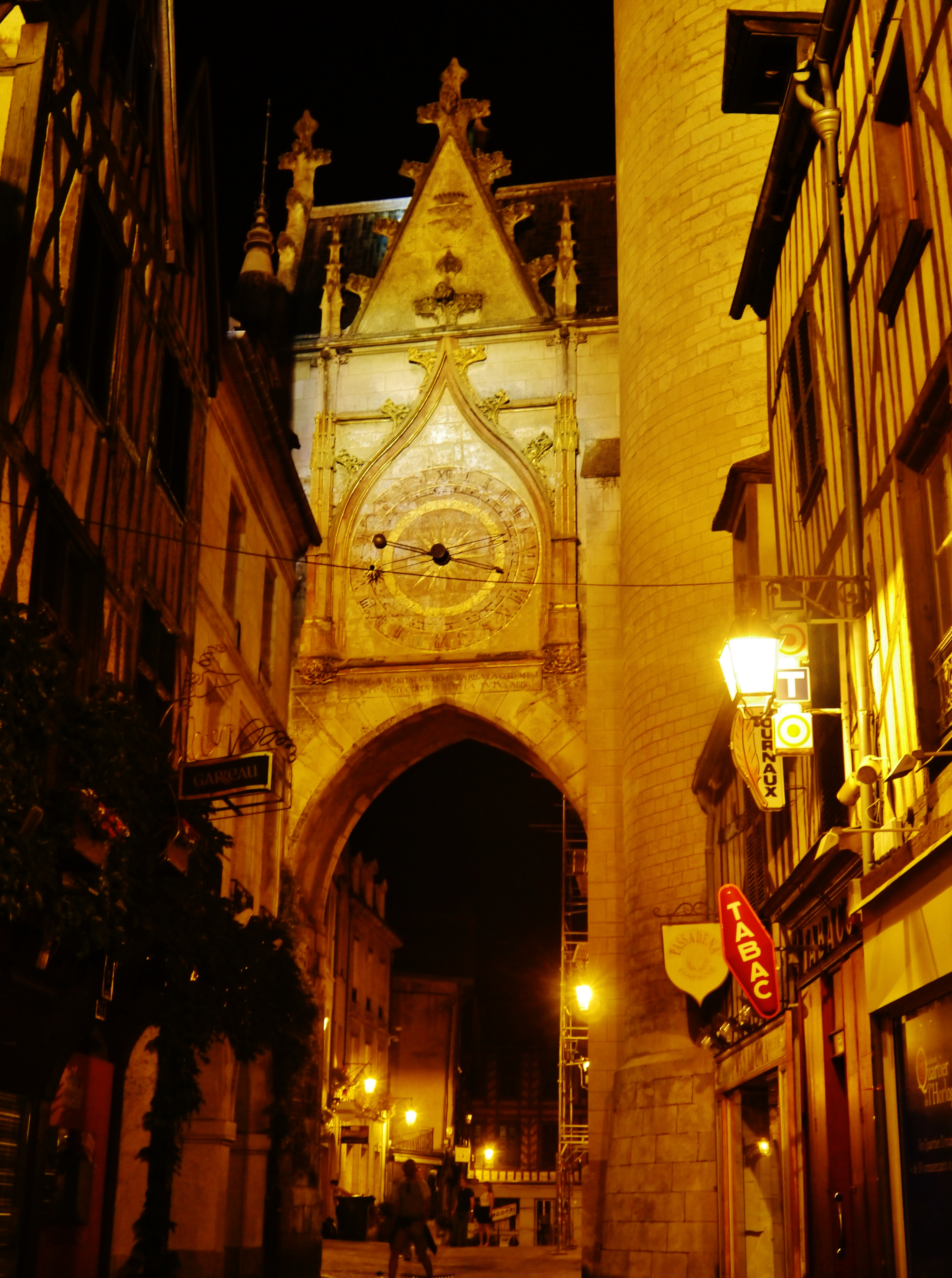
Auxerre by night :
face sud-ouest de l'horloge

### XIXesiècle
En 1814 les deux cadrans sont tellement endommagés qu'ils doivent être refaits. Mais leur façon originelle comporte tant de soudures et de dorures que le travail est jugé trop difficile ; de plus le mouvement des aiguilles est de lecture malaisée au milieu des décorations, et il est souhaitable de repenser l'esthétique des cadrans. Ceux-ci sont donc remplacés par deux cadrans plus simples, peints à l'huile sur une couche de mastic Dihl,.
Étienne Noblet (1765 - 25 février 1817), horloger de Seignelay, a travaillé à l'horloge.

#### Incendie de 1825
Le 28 septembre 1825 vers deux heures de l'après-midi, un incendie dû à la négligence des ouvriers plombiers en train de couvrir de plomb les bois de la flèche, détruit entièrement l'aiguille de la tour : ce clocher tombe à 3h1/4 sur les maisons voisines des sieurs Lécuyer (cabaretier), Pasquy (marchand de poterie) et Dalbanne (épicier) situées à l'ouest de la tour. Les pompiers, qui attendaient la chute, ont préparé des réserves d'eau et empêchent l'incendie de se propager sur les maisons environnantes. Le plomb fondu coule cependant encore à flots depuis le haut de la tour où il reste des entablements en bois et des gouttières de la flèche, revêtus de plomb et encore enflammés. Trois pompiers et plusieurs autres citoyens grimpent par l'extérieur jusqu'en haut de la tour et repoussent à l'intérieur les pièces en feu avec des crochets et des pelles ; l'incendie, contenu, ne menace plus les maisons environnantes. Il est alors 6 heures du soir. 

Fait étrange - et certainement bienvenu - : les cloches de la sonnerie, dont la plus grosse pèse 3 287 livres-poids, tombent en même temps que la flèche sur la maison de Pasquy mais aucune n'est endommagée.
La tour, expertisée, est estimée trop vétuste pour y replacer un clocher aussi haut que précédemment. Plusieurs projets sont émis pour refaire une tour au même endroit ou ailleurs, dont finalement deux sont examinés sérieusement : soit reconstruire la tour entièrement pour 150 000 francs (une lourde charge d'impôts supplémentaires sur les habitants) ; soit construire une cage sur la structure restant debout, pour une somme de 12 000 francs. Le 1er décembre 1825 le conseil municipal adopte le second projet. Le 4 mars 1826 a lieu l'adjudication des travaux, pour un montant de 11 610 francs ; une somme qui s'avère bien inférieure aux coûts réels puisqu'une autre adjudication doit avoir lieu le 18 juin 1827 pour un dépassement de 10 746 francs, ce qui porte le côut total à 22 356 francs. Là-dessus il faut rajouter le coût du remontage de la sonnerie, qui est confiée à Lepaute, horloger du roi, pour 4 120 francs. Les travaux sont achevés en 1826. 

Une réparation sommaire se contente d'élever une cage en charpente posée sur la plate-forme de la tour pour recevoir la sonnerie. De forme pyramidale, faite de poteaux de sapin, avec deux lourdes balustrades en fer, la structure est très inélégante et disproportionnée par rapport à la tour. Structurellement elle n'est pas des plus sure : elle repose sur une charpente dont les extrémités sont noyées dans la maçonnerie, dont le mortier risque d'endommager le bois - sans compter les dégâts des infiltrations - et de faire s'écrouler le tout. Comme le dit Lechat, il aurait été plus rationnel de construire un cadre reposant sur le haut de la maçonnerie (au lieu d'y être encastré : le bois ne s'endommagerait peut-être pas moins mais il aurait pu être surveillé et si besoin  changé à moindre travail et moindre frais.

### XXesiècle
La tour de l'Horloge a été classée monument historique en 1862.
De nos jours, la tour se trouve dans le secteur piéton du centre-ville.

### XXIesiècle
En 2018, les aiguilles et le mécanisme de l'horloge sont rénovés,.
Dès 2020 et pour une durée de 2 ans environ, la tour va subir d'importants travaux de restauration. Les trois cloches, déposées en décembre 2020 et restaurées par une fonderie à Innsbruck (Autriche), ont été replacées dans la tour le 7 avril 2021 par l'entreprise Prêtre & Fils (basée dans le Doubs).
Un éclairage de mise en valeur a été conçu par l'Atelier Hervé Audibert sur la flèche, l'horloge et le fût de la tour.

## Les environs proches
Près de la tour se trouvait la maison de l'huissier Guillaume Roussel, plus connu sous le nom de Cadet Rousselle.